# 格勞萬德山 (維內迪傑山脈)
46°58′38″N 12°15′46″E / 46.977154°N 12.262679°E
格勞萬德山（德語：Graue Wand），是奧地利的山峰，位於該國西部，由蒂羅爾州負責管轄，屬於維內迪傑山脈的一部分，海拔高度2,816米，人類在1894年7月首次登頂。